# Liste der Kulturdenkmale in Fraureuth

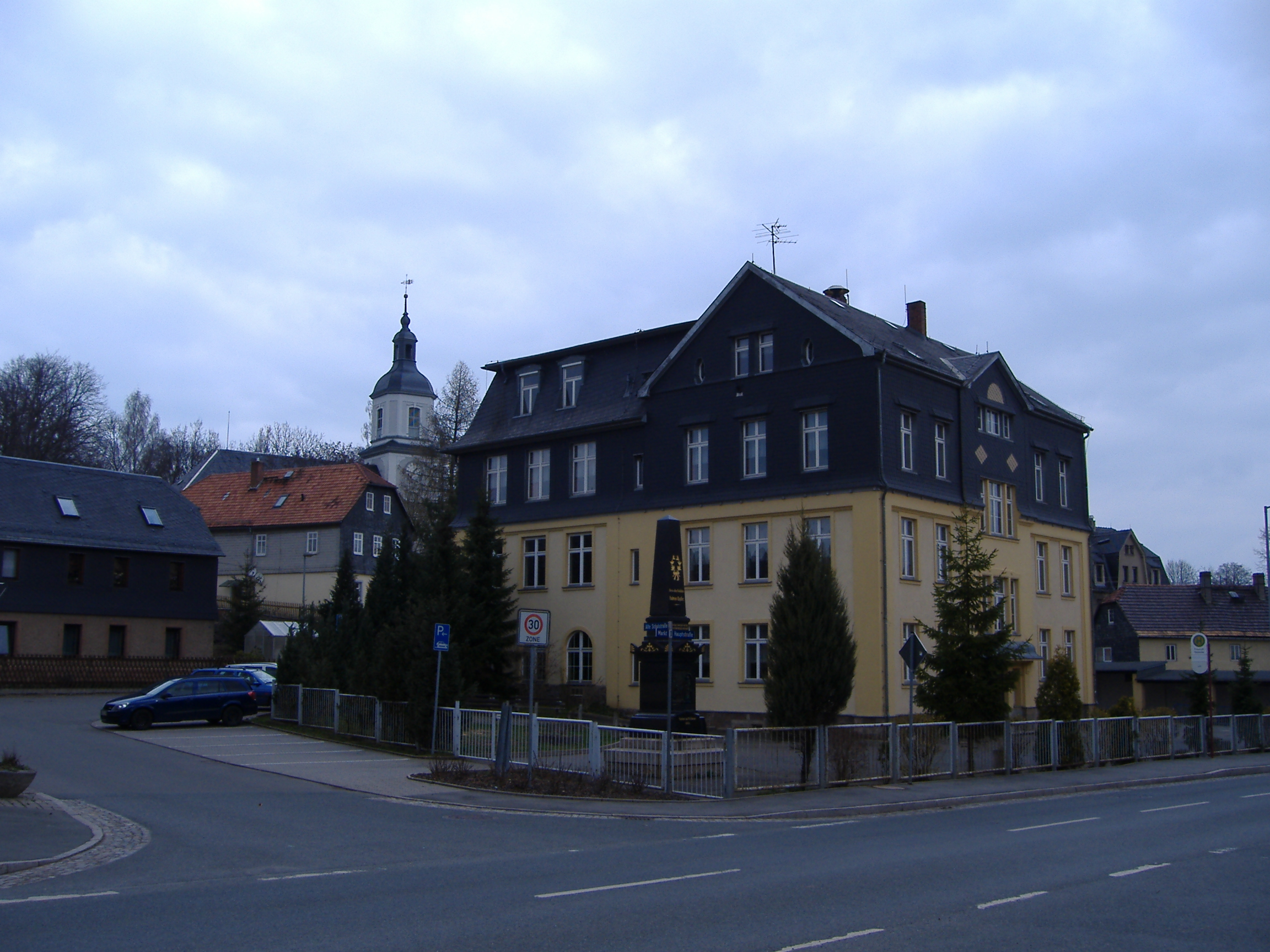
Schule und Kirche in Fraureuth

Die Liste der Kulturdenkmale in Fraureuth enthält die Kulturdenkmale in Fraureuth.
Diese Liste ist eine Teilliste der Liste der Kulturdenkmale in Sachsen.

## Legende
- Bild: Bild des Kulturdenkmals, ggf. zusätzlich mit einem Link zu weiteren Fotos des Kulturdenkmals im Medienarchiv Wikimedia Commons. Wenn man auf das Kamerasymbol klickt, können Fotos zu Kulturdenkmalen aus dieser Liste hochgeladen werden:
- Bezeichnung: Denkmalgeschützte Objekte und ggf. Bauwerksname des Kulturdenkmals
- Lage: Straßenname und Hausnummer oder Flurstücknummer des Kulturdenkmals. Die Grundsortierung der Liste erfolgt nach dieser Adresse. Der Link (Karte) führt zu verschiedenen Kartendiensten mit der Position des Kulturdenkmals. Fehlt dieser Link, wurden die Koordinaten noch nicht eingetragen. Sind diese bekannt, können sie über ein Tool mit einer Kartenansicht einfach nachgetragen werden. In dieser Kartenansicht sind Kulturdenkmale ohne Koordinaten mit einem roten bzw. orangen Marker dargestellt und können durch Verschieben auf die richtige Position in der Karte mit Koordinaten versehen werden. Kulturdenkmale ohne Bild sind an einem blauen bzw. roten Marker erkennbar.
- Datierung: Baubeginn, Fertigstellung, Datum der Erstnennung oder grobe zeitliche Einordnung entsprechend des Eintrags in der sächsischen Denkmaldatenbank
- Beschreibung: Kurzcharakteristik des Kulturdenkmals entsprechend des Eintrags in der sächsischen Denkmaldatenbank, ggf. ergänzt durch die dort nur selten veröffentlichten Erfassungstexte oder zusätzliche Informationen
- ID: Vom Landesamt für Denkmalpflege Sachsen vergebene, das Kulturdenkmal eindeutig identifizierende Objekt-Nummer. Der Link führt zum PDF-Denkmaldokument des Landesamtes für Denkmalpflege Sachsen. Bei ehemaligen Kulturdenkmalen können die Objektnummern unbekannt sein und deshalb fehlen bzw. die Links von aus der Datenbank entfernten Objektnummern ins Leere führen. Ein ggf. vorhandenes Icon  führt zu den Angaben des Kulturdenkmals bei Wikidata.

## Fraureuth
| Bild                                    | Bezeichnung | Lage                                    | Datierung                 | Beschreibung | ID       |
| --------------------------------------- | --- | --------------------------------------- | ------------------------- | --- | -------- |
| Weitere Bilder                          | Kirche mit Ausstattung und Grabstätte Foedisch                                                                  | Alte Schulstraße (Karte)                | 1733                      | Von kirchengeschichtlicher, bau- und ortshistorischer Bedeutung, stattliche spätbarocke Saalkirche mit prächtiger Ausstattung. Einzeldenkmale der Sachgesamtheit Dorfkirche und Kirchhof Fraureuth (siehe auch Obj. 09300166): - Kirche: Quadratischer Chor mit Turm, zwei Emporengeschosse auf Rokokoholzpfeilern, Silbermannorgel. - Auf Friedhof Grabstätte Foedisch: Linke Grabplatte mit Namensinschriften: Georg Bruno Foedisch (1839–1885), Georg Foedisch (1871–1874) und Frieda Foedisch (1869–1869), mittlere Grabplatte mit Inschrift: „Ihrem hochverehrten leider viel zu früh verschiedenen Chef dem Fabrikbesitzer Herrn B. Foedisch aus bleibenden Andenken gewidmet Fraureuth, den 6. April 1885 Das Personal der Firma v. Römer & Foedisch“, linke Grabplatte für Anna Christiane Melita Foedisch geb. Thomas (1844–1941). | 09243574 |
| Direkt Bild zu diesem Denkmal hochladen | Sachgesamtheit Dorfkirche und Kirchhof Fraureuth                                                                | Alte Schulstraße (Karte)                | 1733 (Kirche)             | Von kirchengeschichtlicher, bau- und ortshistorischer Bedeutung, stattliche spätbarocke Saalkirche mit prächtiger Ausstattung. Sachgesamtheit, mit folgenden Einzeldenkmalen: Kirche mit Ausstattung und Grabstätte Foedisch auf dem alten Friedhof (siehe Obj. 09243574) sowie Friedhof mit Einfriedung und zwei Funktionsgebäude (Sachgesamtheitsteile). | 09300166 |
| Direkt Bild zu diesem Denkmal hochladen | Häuslerhaus | Alte Schulstraße 2 (Karte)              | um 1800                   | Landschaftstypisches, original erhaltenes Häuslerhaus (Fachwerkbau) mit ortsbildprägender Wirkung durch Lage nahe der Kirche. Fachwerk Obergeschoss verschiefert, Erdgeschoss massiv, dort Fenstergewände mit einer Hohlkehle, Tür nicht mehr an Originalstandort, wichtig für Ortsbild durch Lage nahe der Kirche. | 09243573 |
| Direkt Bild zu diesem Denkmal hochladen | Seitengebäude eines Vierseithofes                                                                               | Alte Schulstraße 3 (Karte)              | um 1800                   | Landschaftstypisches Wirtschaftsgebäude mit nur noch selten nachzuweisender Oberlaube. Fachwerk Obergeschoss teilweise verputzt mit Oberlaube, Erdgeschoss massiv, stark entstellend verändert, an Oberlaube gezapfte Knaggen, Brüstung verbrettert mit Türen, Satteldach, mit weiterem Gebäude aneinander gebaut, Denkmalwert besteht in erhalten gebliebener Oberlaube. | 09243570 |
| Direkt Bild zu diesem Denkmal hochladen | Kantorat, ehemalige Schule                                                                                      | Alte Schulstraße 4 (Karte)              | bezeichnet 1717           | Landschaftstypisches, altes Gebäude mit regionalhistorischer Bedeutung, ortsbildprägende Lage nahe der Kirche. Fachwerk-Obergeschoss teilweise verkleidet oder verputzt, ursprünglich alte Schule, in Mauer alter Schlussstein eingelassen mit Bezeichnung 1717, Giebel verschiefert, Krüppelwalmdach, Bauzeit nach Baubefund vermutlich vor 1800. | 09243571 |
| Direkt Bild zu diesem Denkmal hochladen | Wohnstallhaus eines Bauernhofes                                                                                 | Alte Schulstraße 6 (Karte)              | nach 1800                 | Landschaftstypisches Bauernhaus (Fachwerkbau) mit ortsbildprägender Bedeutung durch die Lage neben der Kirche. Erdgeschoss massiv, Fachwerk Obergeschoss, ein Ständer des ursprünglichen Erdgeschoss Fachwerks noch erhalten, schlichtes, regelmäßiges Fachwerk mit Eckstreben, Krüppelwalmdach, Erdgeschoss entstellend verändert, wichtig für Ortsbild durch Kirchennähe. | 09243576 |
| Direkt Bild zu diesem Denkmal hochladen | Häuslerhaus | Alte Schulstraße 7 (Karte)              | um 1800                   | Landschaftstypisches Häuslerhaus mit ortsbildprägender Bedeutung durch seine Lage in Kirchennähe. Fachwerk komplett erhalten, an Straßenseite verputzt, ansonsten auch verschiefert, im Erdgeschoss eine Tür zugesetzt, Krüppelwalmdach, teilweise durch Baumaßnahmen auch entstellend verändert, aber wichtig für Ortsbild als Teil des ortsbildprägenden Bauensembles in Kirchnähe. | 09243575 |
| Direkt Bild zu diesem Denkmal hochladen | Seitengebäude und Scheune eines Vierseithofes                                                                   | Alte Schulstraße 10 (Karte)             | 2. Hälfte 18. Jahrhundert | Original erhaltene Wirtschaftsgebäude eines Bauernhofes mit ortsbildprägender Bedeutung, Seitengebäude mit strebenreichem Fachwerk. - Seitengebäude: Straßenseitig, dadurch Wirkung für Ortsbild, Fachwerk Obergeschoss, Erdgeschoss massiv, Giebel verkleidet, strebenreiches Fachwerk, kräftige Schwelle, Satteldach, ein originales Schiebefenster, - Scheune: Fachwerk mit Drempel, um 1900 durch Drempel erweitert, eine Seite massiv, Scheune saniert, Seitengebäude unsaniert. | 09243577 |
| Direkt Bild zu diesem Denkmal hochladen | Wohnstallhaus eines Vierseithofes                                                                               | Am Park 10; 10a (Karte)                 | Anfang 18. Jahrhundert    | Altes, landschaftstypisches Bauernhaus, Fachwerkbau mit altertümlicher Konstruktion (Fußstreben), baugeschichtlich von Bedeutung. Verschiedene Bauphasen, Erdgeschoss massiv unterfahren, Lehmstock, teilweise mit Ziegeln ausgebessert, stark geschädigt, Fachwerk Obergeschoss an drei Seiten verkleidet, Fachwerk mit Fußstreben, ein Ständer mit Blattsassen, Schwelle teilweise erneuert, Satteldach, Abrissabsichten, schlechter Erhaltungszustand. | 09243642 |
| Direkt Bild zu diesem Denkmal hochladen | Häuslerhaus | Andreas-Hupfer-Straße 1 (Karte)         | um 1800                   | Landschaftstypisches Häuslerhaus in gutem Originalzustand mit ortsbildprägender Wirkung, Teil des Dorfensembles. Fachwerk-Obergeschoss verschiefert, Erdgeschoss massiv, Fassadengliederung original erhalten, Krüppelwalmdach, Teil Dorfensemble, daher wichtig und durch guten Originalzustand, kleiner massiver Anbau mit Pultdach ohne Denkmalwert, wenig beeinträchtigend. | 09243569 |
| Direkt Bild zu diesem Denkmal hochladen | Seitengebäude eines Vierseithofes                                                                               | Andreas-Hupfer-Straße 2 (Karte)         | um 1800                   | Landschaftstypisches Wirtschaftsgebäude in originaler Gestalt, mit Fachwerk-Obergeschoss. Fachwerk-Obergeschoss verschlagen, ein Giebel freiliegend, Krüppelwalmdach, Erdgeschoss massiv unterfahren. | 09243568 |
| Direkt Bild zu diesem Denkmal hochladen | Seitengebäude eines Vierseithofes                                                                               | Andreas-Hupfer-Straße 7 (Karte)         | vor 1800                  | Landschaftstypisches Wirtschaftsgebäude eines Bauernhofes mit Oberlaube und erhaltenem Fachwerk im Erdgeschoss, Seltenheitswert. Obergeschoss mit Oberlaube, gezapfte Knaggen, achtjochig, letztes Joch heute Taubenschlag, Brüstung verbrettert, Satteldach, Erdgeschoss massiv, hofseitig Garageneinbauten, Reste Fachwerk auch im Erdgeschoss, Fachwerk-Obergeschoss verbrettert mit Wetterschräge. | 09243567 |
| Direkt Bild zu diesem Denkmal hochladen | Wohnstallhaus, zwei Seitengebäude und Scheune eines Vierseithofes                                               | Andreas-Hupfer-Straße 10 (Karte)        | um 1800                   | Geschlossen erhaltener Bauernhof in gutem Originalzustand mit landschaftsprägender Bedeutung, Fachwerkbauten. - Wohnhaus: Fachwerk Obergeschoss verkleidet, Heuaufzug, Erdgeschoss massiv unterfahren, im Stubenbereich Fachwerk Konstruktion vermutlich erhalten, am Giebel im Erdgeschoss Fachwerk erhalten, - Scheune: Fachwerk, zweigeschossig, kleiner Bau, Satteldach, - Erstes Seitengebäude: Feldseitig, Durchfahrt, Erdgeschoss massiv, Fachwerk-Obergeschoss, um 1800, Satteldach, - Zweites Seitengebäude: An Straße, teilweise zu Wohnzwecken umgebaut oder zu diesem Zweck errichtet, hofseitig alte Schiebefenster, Durchfahrt, im Erdgeschoss teilweise Fachwerk, Satteldach, wichtig als geschlossener Hof in gutem Originalzustand, kulturhistorisch bedeutsam als Hofanlage, wichtig für Ortsbild. | 09243566 |
| Direkt Bild zu diesem Denkmal hochladen | Wohnstallhaus und Seitengebäude eines Vierseithofes                                                             | Andreas-Hupfer-Straße 13 (Karte)        | Teil um 1650              | Sehr altes Wohnhaus, die Hoftraufseite mit Andreaskreuzen verziert, am landschaftstypischen Seitengebäude Laubengang erhalten, dort strebenreiches Fachwerk, baugeschichtlich von Bedeutung. - Wohnstallhaus: Hoftraufseite mit Fachwerk Obergeschoss, verziert durch gerade Andreaskreuze, in jedem Gefach ein Andreaskreuz, geblattete Kopfbänder, Satteldach, restliche Gebäude baulich verändert, Denkmalwert der Hoftraufseite ergibt sich aus hohem Alter dieses Gebäudeteils und relativer Seltenheit der Andreaskreuze als Zierelement, - Seitengebäude: Mit Durchfahrt, siebenjochige Oberlaube, Brüstung der Oberlaube mit Brettern, Satteldach, 18. Jahrhundert, Erdgeschoss teilweise massiv unterfahren, guter Originalzustand nicht beeinträchtigt. | 09243562 |
| Direkt Bild zu diesem Denkmal hochladen | Häuslerhaus | Andreas-Hupfer-Straße 16 (Karte)        | nach 1800                 | Landschaftstypisches Häuslerhaus mit ortsbildprägender Bedeutung, wichtig als Teil des Dorfensembles. Engstieliges Fachwerk, Eckstreben, Giebel verschiefert, Krüppelwalmdach, Erdgeschoss massiv, Haustür verändert, Traufseite erweitert, wichtig als Teil Dorfbauensemble. | 09243565 |
| Direkt Bild zu diesem Denkmal hochladen | Wohnstallhaus (Umgebindehaus) eines ehemaligen Vierseithofes                                                    | August-Bebel-Straße 22 (Karte)          | Anfang 18. Jahrhundert    | Altes Bauernhaus, Fachwerkbau mit erhaltenem Umgebinde in gutem Originalzustand, Seltenheitswert. Umgebinde, dort Verblattungen an Kopfbändern, Schwelle mit Schiffchenkehlung, doppelt, Giebel verbrettert, Wetterschrägen, Satteldach, eine Traufseite verbrettert, Ständer Umgebinde teilweise auf Schwellen stehend oder massiv ersetzt, Spannriegel mit Kielbogen verziert, Traufseite im Hof Mitte 18. Jahrhundert, Giebel auch Anfang 18. Jahrhundert, Satteldach, im Erdgeschoss massiv unterfahren hofseitig und verändert, Stallteil noch original, trotzdem guter Originalzustand, leerstehend (ursprünglich falsch erfasst unter Nummer 21). | 09243683 |
|                                         | Ehemalige Fabrik, ursprünglich Porzellanfabrik, heute Wohn- und Lagerhaus                                       | Fabrikgelände 7 (Karte)                 | 2. Hälfte 19. Jahrhundert | Teil einer regionalhistorisch bedeutsamen Fabrikanlage, ortsbildprägend durch platzbestimmende Anordnung und Bauweise. Mitte überhöht, Satteldach, dreigeschossig, rundbogige Fenster, Putzfassade, Fensterumrahmung mit Klinker, letzte Nutzung Papierverarbeitung und Früchteverwertung, im Erdgeschoss Lagerräume, in Obergeschoss heute Wohnungen, Mezzaningeschoss, Türeinfassung rundbogige, zweiflüglige Haustür mit Oberlicht, sehr guter Originalzustand zum Beispiel Fenster, Türen, Putz, ortsbildprägend durch platzbestimmende Anordnung und Bauweise, dort, wo heute Druckerei ist, war ursprünglich Dreherei der Porzellanfabrik, erbaut als Porzellanmanufaktur Römer & Foedisch, nach 1891 Porzellanfabrik Fraureuth AG, später Wälzlagerwerk. | 09243640 |
| Weitere Bilder                          | Wohn- und Kontorgebäude einer ehemaligen Porzellanfabrik                                                        | Fabrikgelände 12 (Karte)                | 19. Jahrhundert           | Architektonisch qualitätvoll gestaltetes Gebäude in gutem Originalzustand mit teilweise erhaltener Innenausstattung, baugeschichtlich und ortsgeschichtlich von Bedeutung, genannt „Herrenhaus“ der Porzellanfabrik. Massiv, zweigeschossig, neun Achsen, Putzquaderung im Erdgeschoss, Kragsteine am Traufgesims, Krüppelwalmdach, vermutlich ältere Bausubstanz in zweiter Hälfte 19. Jahrhundert überbaut, sehr gute Innenausstattung, besonders in zwei Räumen Holztäfelung mit Einbauschränken, Holzkassettendecke, Fenster, Haustür, vorwiegend zweite Hälfte 19. Jahrhundert, genutzt von der Porzellanmanufaktur Römer & Foedisch, nach 1891 Porzellanfabrik Fraureuth AG, später Wälzlagerwerk, heute (2010) Porzellan-Ausstellung im Haus und Bauamt der Gemeindeverwaltung. | 09243641 |
| Direkt Bild zu diesem Denkmal hochladen | Villa mit Garten                                                                                                | Ferdinand-Puchert-Straße 2 (Karte)      | um 1915                   | Architektonisch qualitätvoll gestaltete Villa mit Turm, im Reformstil der Zeit um 1910, in gutem Originalzustand. Putzfassade, halbrunder Erker, Eingangsbereich betont, Walmdach, unregelmäßiger Grundriss, Freitreppe, runder Turm mit Helmdach, Fenster mit Oberlichtteilung, Putzstuckornamentik, Gesims, zweigeschossig, heute Kindergarten, qualitätvolle architektonische Gestaltung mit zeittypischen Gestaltungselementen in gutem Originalzustand. | 09243682 |
| Direkt Bild zu diesem Denkmal hochladen | Wohnstallhaus eines Vierseithofes                                                                               | Goethestraße 3 (Karte)                  | 2. Hälfte 18. Jahrhundert | Landschaftstypisches Bauernhaus, Fachwerkbau mit dockenartig verzierten Säulchen unter den Fenstern des ersten Obergeschosses. Fachwerk Obergeschoss, Erdgeschoss massiv, Satteldach vorkragend, zwei Türstöcke datiert „1850“ und „1934“, beide Zeiten Bauveränderungen, Stubenteil massiv, im Fachwerk Obergeschoss unter Fenstern kleine dockenartige Säulen – Leitermotiv, teilweise zu große Fenster, ansonsten Gliederung Fassade erhalten, Obergeschoss teilweise verbrettert mit Wetterschrägen. | 09243626 |
| Direkt Bild zu diesem Denkmal hochladen | Seitengebäude eines Vierseithofes                                                                               | Goethestraße 19 (Karte)                 | 2. Hälfte 18. Jahrhundert | Landschaftstypisches Wirtschaftsgebäude eines Bauernhofes, strebenreiche Fachwerkkonstruktion mit erhaltener Oberlaube. Fachwerk Obergeschoss, Erdgeschoss massiv, Satteldach, Fachwerk strebenreich, Giebel verbrettert mit Wetterschräge, ursprünglich vermutlich neunjochige Oberlaube, zur Zeit sechs Joche erhalten, gezapfte Kopfbänder, Brüstungsgefache verbrettert, teilweise Obergeschoss verbrettert, Durchfahrt, Denkmalwert bestimmt sich auch aus Erhalt der Oberlaube, nicht vorkragend. | 09243628 |
| Direkt Bild zu diesem Denkmal hochladen | Wohnstallhaus, Scheune, Seitengebäude und Torbogen eines Vierseithofes (zweites Seitengebäude 2004 abgebrochen) | Goethestraße 22 (Karte)                 | bezeichnet 1745           | Landschaftstypischer, geschlossen erhaltener Bauernhof, Wohnhaus mit barockem Türportal, die Scheune mit ortstypischer Fachwerkkonstruktion, abgebrochenes Seitengebäude ehemals mit Oberlaube. - Wohnhaus: Fachwerk-Obergeschoss verkleidet, Satteldach, Erdgeschoss massiv, am Türportal bezeichnet „HN Anno 1745“, Gliederung Fachwerk komplett erhalten, guter Originalzustand, - Torbogen mit Schlussstein, ein Seitengebäude: Zehnjochige Oberlaube, Brüstungsgefache verbrettert, kleine Öffnungen, teilweise Taubenschlag oder verbrettert, zweite Hälfte 18. Jahrhundert, Erdgeschoss massiv unterfahren, Stall, abgebrochen 2004, - Zwei Scheunen: Eine mit Durchfahrt mit ortstypischen Fachwerkgestaltung (besser als Seitengebäude anzusehen) – V-förmig angeordnete Streben, gezapfte Holzverbindungen, beide Satteldach, 18. Jahrhundert, geschlossene Hofanlage in gutem Originalzustand, Denkmalwert besitzt weiterhin Oberlaube als selten gewordenes Baudetail Wohnstallhaus, zwei Scheunen und Torbogen teilsaniert. | 09243629 |
| Direkt Bild zu diesem Denkmal hochladen | Wohnstallhaus eines ehemaligen Vierseithofes                                                                    | Goethestraße 25 (Karte)                 | Anfang 18. Jahrhundert    | Altes, landschaftstypisches Bauernhaus mit selten anzutreffendem Zahnschnittfries an der Schwelle des Fachwerk-Obergeschosses. Vorkragende profilierte Schwelle mit Zahnschnitt, Fachwerk verschiefert und verbrettert, steiles Satteldach, Erdgeschoss massiv, dort Fenstergewände mit einer Hohlkehle um 1800 unterfahren, vermutlich ursprünglich Umgebindehaus, Zahnschnittfries sehr selten anzutreffen, Denkmalwert ergibt sich auch aus Seltenheit dieses Baudetails, Schwelle mit Schiffchenkehle. | 09243631 |
| Direkt Bild zu diesem Denkmal hochladen | Scheune eines Vierseithofes                                                                                     | Greizer Straße 4; 4a (Karte)            | um 1800                   | Ungewöhnlich große Scheune eines Bauernhofes, Fachwerkbau, mit großer Bedeutung für das Ortsbild. Großes komplett erhaltenes Gebäude, ortsbildprägend, nur wenige Scheunen dieser Dimension im Ort nachweisbar, auch hierin besteht der Denkmalwert, mit Drempel, Fachwerk. | 09243580 |
| Direkt Bild zu diesem Denkmal hochladen | Ehemaliges Wohnstallhaus eines Vierseithofes                                                                    | Greizer Straße 20 (Karte)               | 2. Hälfte 18. Jahrhundert | Landschaftstypisches, leicht verändertes Bauernhaus mit ortsbildprägender Wirkung, Fachwerk-Obergeschoss mit zahlreichen Streben, bedeutsam für Ortsbild durch Lage am Ortseingang. Fachwerk-Obergeschoss, regelmäßig mit zahlreichen Streben, Krüppelwalmdach, Erdgeschoss massiv unterfahren mit Garageneinbauten, ursprünglich Umgebindehaus, gezapfte Holzverbindungen, Spannriegel des Umgebindes mit Kielbogen verziert, Ständer ursprünglich auf Schwelle stehend, Fachwerk-Obergeschoss teilweise verschiefert, straßenseitig modernisiert, bedeutsam für Ortsbild durch Lage am Ortseingang. | 09243581 |
| Direkt Bild zu diesem Denkmal hochladen | Scheune eines Vierseithofes                                                                                     | Greizer Straße 22 (Karte)               | 1780, später überformt    | Landschaftstypische Scheune mit ortsüblicher Fachwerkkonstruktion, wichtig für Ortsbild durch Lage am Ortseingang. Durchfahrt, Fachwerk in ortstypischer Art mit V-förmig angeordneten Streben, gezapfte Holzverbindungen, Fachwerk Drempel um 1900, wichtig für Ortsbild durch Lage am Ortseingang. | 09243582 |
| Weitere Bilder                          | Denkmal für Andreas Hupfer                                                                                      | Hauptstraße 1 (bei) (Karte)             | bezeichnet 1899           | Ortsgeschichtlich von Bedeutung, Granitstele mit Reliefs, gewidmet dem Bürger des Ortes und wohltätigen Stifter Andreas Hupfer (1721–1799). Geboren 1721, gestorben 1799, errichtet am 19. Februar 1899, Inschrift: „Die dankbare Gemeinde und die Feuerversicherungsgesellschaft Fraureuth – Ihrem edlen Wohltäter Andreas Hupfer“, Granitstele mit Reliefs. | 09243639 |
| Direkt Bild zu diesem Denkmal hochladen | Wohnstallhaus eines Vierseithofes                                                                               | Hauptstraße 2 (Karte)                   | 2. Hälfte 18. Jahrhundert | Sehr schönes, landschaftstypisches Bauernhaus in sehr gutem Originalzustand, einer der schönsten Fachwerkbauten des Ortes, engstieliges Fachwerk, Brüstungsfelder mit dockenförmigen Stielen. Am Türstock bezeichnet „1846“, vermutlich Zeitpunkt des massiven Unterfahrens, aus dieser Zeit auch Fenstergewände im Erdgeschoss, Fachwerk Obergeschoss engstielig, strebenreich, unter Fenstern jeweils ein dockenförmig geschweifter Stiel eingeordnet, Satteldach, sehr guter Originalzustand, eines der schönsten und am besten erhaltenen Häuser des Ortes. | 09243578 |
| Direkt Bild zu diesem Denkmal hochladen | Wohnhaus | Hauptstraße 4 (Karte)                   | um 1800                   | Landschaftstypisches Fachwerkhaus mit schöner Haustür, baugeschichtlich von Bedeutung. Fachwerk-Obergeschoss Eckstreben, Erdgeschoss massiv, sehr schöne zweiflüglige Haustür mit Oberlicht, Satteldach, ein Giebel verbrettert mit Wetterschräge. | 09243624 |
| Direkt Bild zu diesem Denkmal hochladen | Seitengebäude eines Vierseithofes                                                                               | Hauptstraße 17 (Karte)                  | um 1800                   | Landschaftstypisches Wirtschaftsgebäude in gutem Originalzustand, Fachwerkbau. Erdgeschoss massiv, Fachwerk-Obergeschoss mit Eckstreben, Giebeldreieck verkleidet, Satteldach. | 09243638 |
| Direkt Bild zu diesem Denkmal hochladen | Wohnstallhaus, Seitengebäude und Scheune eines Vierseithofes                                                    | Hauptstraße 31; 31a (Karte)             | um 1800                   | Landschaftstypischer, geschlossen erhaltener Bauernhof in gutem Originalzustand, Fachwerkbauten. - Wohnhaus: Fachwerk Obergeschoss mit Eckstreben, Satteldach, nach 1800, Erdgeschoss massiv, beide Giebel verschiefert, - Scheune: Fachwerk mit Drempel, gleiche Bauzeit, Satteldach, guter Originalzustand, - Seitengebäude: Straßenseitig, Erdgeschoss massiv, Satteldach. | 09243637 |
| Direkt Bild zu diesem Denkmal hochladen | Wohnhaus und Seitengebäude eines Bauernhofes                                                                    | Hauptstraße 32 (Karte)                  | 1. Hälfte 19. Jahrhundert | Landschaftstypisches Häusleranwesen in gutem Originalzustand, Fachwerkbau, baugeschichtlich von Bedeutung. Fachwerk-Obergeschoss verschiefert, Erdgeschoss massiv, Krüppelwalmdach, Obergeschoss verschlagen, verschiefert, Fassadengliederung erhalten, im Erdgeschoss zwei zu große Fenster, Haustür mit Portal original, zweiflüglig mit Oberlicht, Schiebefenster, im Inneren teilweise original erhalten (ursprünglich falsch erfasst unter Nummer 33). | 09243627 |
| Direkt Bild zu diesem Denkmal hochladen | Seitengebäude eines Vierseithofes                                                                               | Hauptstraße 37 (Karte)                  | 2. Hälfte 18. Jahrhundert | Landschaftstypisches Wirtschaftsgebäude eines Bauernhofes mit seltener Oberlaube. Straßenseitig Oberlaube, vermutlich fünf- oder sechsjochig, gezapfte Knaggen, Brüstung heute massiv mit Ziegelmauerwerk, Oberlaube teilweise zugesetzt, Satteldach, wichtig für Ortsbild, guter Originalbestand, Denkmalwert ergibt sich auch aus Seltenheit der Oberlauben. | 09243636 |
| Direkt Bild zu diesem Denkmal hochladen | Seitengebäude eines Vierseithofes                                                                               | Hauptstraße 50 (Karte)                  | 2. Hälfte 18. Jahrhundert | Landschaftstypisches Wirtschaftsgebäude eines Bauernhofes mit seltener Oberlaube in gutem Originalzustand mit ortsbildprägender Wirkung. Ursprünglich mit fünfjochiger Oberlaube, Fachwerk Obergeschoss, Erdgeschoss massiv, Satteldach, Heuaufzug, Durchfahrt, guter Originalbestand, Bedeutung auch für Ortsbild, Denkmalwert auch aus Seltenheit Oberlauben begründet. | 09243630 |
| Direkt Bild zu diesem Denkmal hochladen | Wohnstallhaus, zwei Seitengebäude und Scheune eines Vierseithofes                                               | Hauptstraße 59 (Karte)                  | 1742                      | Geschlossen erhaltener, landschaftstypischer Bauernhof mit nur noch selten anzutreffenden Konstruktionsmerkmalen wie Oberlauben und weit vorkragendem Obergeschoss des Wohnhauses, einziges Beispiel dieser Art im Dorf. - Erstes Seitengebäude: Feldseitig, 1742, Bauherr Johan Friedrich Kraus, M. Richard Köhler Baumeister, Fachwerk Obergeschoss, siebenbogige Oberlaube, gezapfte und geblattete Holzverbindungen, Kopfstreben, Spannriegel, Brüstung verbrettert, ursprünglich vorkragend, heute nicht mehr, Erdgeschoss massiv unterfahren, Satteldach, mit Wohnstallhaus zusammengebaut durch Fachwerkteil, Oberlaube seltenes Baudetail, auch daraus ergibt sich Denkmalwert, - Wohnhaus: Fachwerk Obergeschoss verputzt, zu große Fenster, nur teilweise erhalten, Erdgeschoss massiv, zu große Fenster, Satteldach vorkragend, gleiche Bauzeit wie Seitengebäude, Denkmalwert ergibt sich aus Tatsache, dass dieses Gebäude das einzige mit vorkragendem Obergeschoss im Ort ist und als Ergänzung Bauensemble, - Zweites Seitengebäude: Straßenseitig, neunjochige Oberlaube, Brüstungsgefache verbrettert, Kopfstreben gezapft und verblattet, Satteldach, Erdgeschoss Stall, massiv unterfahren, gleiche Bauzeit, Denkmalwert siehe oben, - Scheune: Fachwerk und -Drempel, nachträglich giebelseitig erweitert um 1900, erbaut 18. Jahrhundert, Satteldach, wichtig als Teil Bauensemble, am Wohnhaus ursprünglich auch Laubengang, heute zugesetzt, Hinweis darauf ist vorkragendes Obergeschoss, Hinweis zu diesem Laubengang durch Eigentümer. | 09243635 |
| Direkt Bild zu diesem Denkmal hochladen | Wohnhaus | Hauptstraße 71 (Karte)                  | um 1750                   | Landschaftstypisches Häuslerhaus mit original erhaltenem Fachwerkobergeschoss, Thüringer-Leiter-Fachwerk, dieses verziert mit dockenartigen Säulchen unter den Fenstern. Fachwerk-Obergeschoss, Krüppelwalmdach, Erdgeschoss massiv und verändert, teilweise zu große Fenster, Türportal fehlt, Fachwerk-Obergeschoss mit Eckstreben, unter Fenstern dockenartig geschweifte Säule – Leiterbrüstung, diese Verzierung relativ selten, auch daraus ergibt sich Denkmalwert. | 09243633 |
| Direkt Bild zu diesem Denkmal hochladen | Seitengebäude eines Bauernhofes                                                                                 | Hauptstraße 75 (Karte)                  | um 1800                   | Landschaftstypisches Wirtschaftsgebäude eines Bauernhofes in gutem Originalzustand mit erhaltenem Fachwerk auch im Erdgeschoss. Seitengebäude: mit Durchfahrt, ursprünglich mit Remise, Fachwerk auch im Erdgeschoss erhalten, an Straßenseite teilweise verputzt oder massiv ersetzt, Satteldach, Denkmalwert ergibt sich auch aus Seltenheit Fachwerk im Erdgeschoss. | 09243632 |
| Weitere Bilder                          | Teil eines Wohnhauses (hinterer Hausteil), heute Gemeindeamt, und Porzellansammlung                             | Hauptstraße 94 (Karte)                  | 19. Jahrhundert           | Architektonisch qualitätvoll gestalteter Hausteil mit guter Innenausstattung sowie regionalhistorisch und künstlerisch bedeutsamer Porzellansammlung (vorwiegend Fraureuther Porzellan). Villenartig, quadratisch, originale Innenausstattung, Türen, sehr schöner Saal mit wertvollen Kachelöfen, Stuckdecken, Porzellansammlung mit vorwiegend Fraureuther Porzellan. | 09243643 |
| Direkt Bild zu diesem Denkmal hochladen | Seitengebäude eines Vierseithofes                                                                               | Hauptstraße 105 (Karte)                 | 19. Jahrhundert           | Landschaftstypisches Wirtschaftsgebäude eines Bauernhofes in gutem Originalzustand. Seitengebäude: Fachwerk-Obergeschoss teilweise verschiefert, Heuaufzug, Satteldach, Erdgeschoss massiv, Stall. | 09243646 |
| Direkt Bild zu diesem Denkmal hochladen | Doppelmietshaus in offener Bebauung                                                                             | Hauptstraße 111; 113 (Karte)            | bezeichnet 1908           | Zeittypisches, qualitätvoll gestaltetes Wohnhaus in gutem Originalzustand, Jugendstilornamentik. Satteldach, Zwerchgiebel, Jugendstilornamentik, verschiedene Putzstrukturen, Sockel Klinker, Fenster alle erneuert. | 09243647 |
| Direkt Bild zu diesem Denkmal hochladen | Wohnstallhaus und zwei Seitengebäude eines Vierseithofes                                                        | Hauptstraße 117 (Karte)                 | Anfang 19. Jahrhundert    | Landschaftstypischer, geschlossen erhaltener Bauernhof in gutem Originalzustand, Fachwerkbauten. - Wohnhaus: Anfang 19. Jahrhundert, Erdgeschoss massiv, Satteldach, Giebel verschiefert, Heuaufzug, guter Originalzustand, wichtig als Teil Bauensemble, - Seitengebäude: Feldseitig, Erdgeschoss massiv, Stall, Durchfahrt, Obergeschoss Bergeraum, Fachwerk-Obergeschoss mit Fensterläden, guter Originalzustand, - Zweites Seitengebäude: Straßenseitig, Durchfahrt, Fachwerk-Obergeschoss, Erdgeschoss massiv, um 1800, Satteldach. | 09243649 |
| Direkt Bild zu diesem Denkmal hochladen | Scheune eines Vierseithofes                                                                                     | Hauptstraße 127                         | um 1800                   | Landschaftstypische Fachwerk-Scheune eines Bauernhofes in gutem Originalzustand mit ortsbildprägender Bedeutung. Fachwerk, Drempel, Satteldach, Drempel Ende 19. Jahrhundert, giebelseitige Verlängerung, alter Baukörper 18. Jahrhundert, flachgeneigtes Satteldach, Fenster mit Jalousie, Giebel verkleidet, Bedeutung für Ortsbild, guter Originalzustand. | 09243651 |
| Direkt Bild zu diesem Denkmal hochladen | Wohnstallhaus, zwei Seitengebäude und Scheune eines Vierseithofes                                               | Hauptstraße 133 (Karte)                 | bezeichnet 1848           | Geschlossen erhaltener Bauernhof in gutem Originalzustand, Fachwerkbauten. Wichtig als geschlossenes Bauensemble, - Scheune: Wertvollster Bau, Fachwerk, Satteldach, - Wohnstallhaus: 1848, Fachwerk-Obergeschoss verkleidet, Originalzustand wichtig, alle Gebäude Satteldach. | 09243652 |
| Direkt Bild zu diesem Denkmal hochladen | Häuslerhaus | Karl-Liebknecht-Straße 2 (Karte)        | 1. Hälfte 19. Jahrhundert | Landschaftstypisches Häuslerhaus mit ortsbildprägender Bedeutung. Fachwerk Obergeschoss verbrettert mit Wetterschräge, Erdgeschoss massiv, in Obergeschoss und Erdgeschoss je ein zu großes Fenster, ansonsten Fassadengliederung erhalten, sehr schöne zweiflüglige Haustür mit Oberlicht, Satteldach mit Kronendeckung, Biberschwanz, wichtig für Ortsbild, giebelseitiger Anbau mit Pultdach. | 09243644 |
| Direkt Bild zu diesem Denkmal hochladen | Wohnstallhaus, zwei Seitengebäude und Scheune eines Vierseithofes                                               | Karl-Liebknecht-Straße 6; 6a (Karte)    | um 1800                   | Geschlossen erhaltener, landschaftstypischer Fachwerk-Bauernhof ohne wesentliche Veränderungen. - Seitengebäude: Fachwerk Obergeschoss, Krüppelwalmdach, - Scheune: Fachwerk, Satteldach, teilweise verlängert, Drempel, ältester Teil Anfang 18. Jahrhundert, - Zweites Seitengebäude: Durchfahrt, Fachwerk auch im Erdgeschoss, Satteldach, - Wohnhaus: Fachwerk Obergeschoss, Erdgeschoss massiv, wichtig als komplett erhaltener Bauernhof ohne größere Beeinträchtigungen, Wohnstallhaus, ein Seitengebäude und Scheune teilsaniert, ein Seitengebäude angeblich 1996 abgerissen, steht aber 2010 noch, Neubau? | 09243645 |
| Direkt Bild zu diesem Denkmal hochladen | Pfarrhof mit Wohnhaus, Scheune und Seitengebäude                                                                | Markt 7 (Karte)                         | um 1800                   | Pfarrhof mit landschaftstypisch gestalteten Fachwerkgebäuden in gutem Originalzustand mit großer Bedeutung für das Ortsbild. - Pfarrhaus: Fachwerk Obergeschoss verkleidet oder verputzt, Erdgeschoss massiv, Stichbogenportal mit Schlussstein, Krüppelwalmdach, um 1800 oder knapp vor 1800, ohne Stall konzipiert, - Seitengebäude: Fachwerk Obergeschoss, Erdgeschoss teilweise massiv, am Giebel und straßenseitig Fachwerk erhalten, schönes Fachwerk mit V-förmigen Streben, profilierte Schwelle im Obergeschoss leicht vorkragend, strebenreiches, regelmäßiges Fachwerk, Satteldach, bedeutsam für Ortsbild und Originalzustand hervorzuheben, allerdings im Obergeschoss einige zu große Fenster, - Scheune: Fachwerk, teilweise zweigeschossig, Satteldach, um 1800, einfacher Bau, wichtig als Teil des Bauensembles, ursprünglich mit Durchfahrt. | 09243572 |
| Direkt Bild zu diesem Denkmal hochladen | Zwei Seitengebäude eines Vierseithofes                                                                          | Markt 11 (Karte)                        | vor 1800                  | Landschaftstypische Wirtschaftsgebäude in gutem Originalzustand, Fachwerkbauten. - Erstes Seitengebäude: Im hinteren Hofbereich, Erdgeschoss teilweise Fachwerk, Fachwerk Obergeschoss, Satteldach, mit Scheune zusammengebaut, strebenreiches Fachwerk, vor 1800, guter Originalbestand, - Zweites Seitengebäude: Straßenseitig, guter Erhaltungs- und Originalzustand, Tür im Obergeschoss, Fachwerk im Obergeschoss sparsam, wenige Streben, Spannriegel Durchfahrt mit Kielbogen verziert, Erdgeschoss massiv und verändert. | 09243579 |
| Direkt Bild zu diesem Denkmal hochladen | Häuslerhaus | Mühlweg 3 (Karte)                       | um 1800                   | Landschaftstypisches, original erhaltenes Häuslerhaus, Fachwerk-Obergeschoss verschiefert. Fachwerk Obergeschoss verschiefert, an rückwärtiger Traufseite Fachwerk, Satteldach, Erdgeschoss massiv, ein zu großes Fenster, aber überwiegend guter Originalbestand, giebelseitiger Anbau mit Pultdach, Giebel verschiefert. | 09243691 |
| Direkt Bild zu diesem Denkmal hochladen | Wohnstallhaus und Seitengebäude eines Vierseithofes                                                             | Mühlweg 4; 4a (Karte)                   | 1. Hälfte 18. Jahrhundert | Landschaftstypische Gebäude eines Bauernhofes, das Seitengebäude mit seltener Oberlaube, das Fachwerkobergeschoss des Wohnhauses verziert mit dockenartigen Säulchen unter den Fenstern. - Wohnhaus: Strebenreiches Fachwerk, kräftige Schwelle, profiliert, unter Fenstern jeweils dockenartige Säule als Zierelement – Leiterbrüstung, Erdgeschoss massiv unterfahren und verändert, auch im Obergeschoss zu große Fenster, rückführbar, Fachwerkzierelemente nur noch selten anzutreffen, hofseitig schönes Fachwerk, Satteldach, Giebel einfach und verändert, - Seitengebäude: An Straße als Torhaus mit Durchfahrt, Heuaufzug, fünfbogige Oberlaube mit gezapfte Knaggen, Brüstung verbrettert mit zwei Türklappen, Oberlaube durch gitterförmig angeordnete Leisten geschlossen, Heuaufzug nachträglich, Erdgeschoss massiv, Ziegelmauerwerk, ein schönes Schiebefenster im Obergeschoss, traufseitiger Anbau mit Fachwerk-Obergeschoss verbrettert ohne Denkmalwert. | 09243690 |
| Direkt Bild zu diesem Denkmal hochladen | Wohnstallhaus, zwei Seitengebäude und Scheune eines Vierseithofes                                               | Rudolf-Breitscheid-Straße 2 (Karte)     | um 1800                   | Landschaftstypischer, geschlossen erhaltener Fachwerk-Bauernhof mit alter Scheune und nur noch selten anzutreffender Oberlaube am Seitengebäude. - Scheune: Fachwerk, V-förmige Streben, Kopf- und Fußstreben, schönes aufgedoppeltes Tor, Kellereingang massiv, hohes Satteldach, daran angebaut die beiden Seitengebäude, straßenseitig, - Seitengebäude: Fensterläden aufgedoppelt, Fachwerk Obergeschoss, Erdgeschoss massiv, Krüppelwalmdach, um 1800, - Zweites Seitengebäude: Feldseitig, Durchfahrt, Taubenschläge, Krüppelwalmdach, fünfjochige Oberlaube, Erdgeschoss massiv unterfahren, Gefache in Brüstung mit Lehm, Oberlaube vermutlich nie vorkragend, heute Oberlaube zugesetzt, - Wohnhaus: Fachwerk Obergeschoss verschlagen, Erdgeschoss massiv, Türportal geschädigt, Krüppelwalmdach, wichtig als Teil des Bauensembles, bedeutsam als geschlossene Hofanlage, wegen Oberlaube und Konstruktionsart der Scheune. | 09243563 |
| Direkt Bild zu diesem Denkmal hochladen | Scheune eines Vierseithofes                                                                                     | Rudolf-Breitscheid-Straße 6; 6a (Karte) | vor 1800                  | Landschaftstypische Fachwerk-Scheune eines Bauernhofes in gutem Originalzustand mit ortsbildprägender Wirkung. Durch Fachwerkdrempel erweitert und 1912 durch giebelseitigen Anbau erweitert, alter Scheunenteil mit V-förmig angeordneten Streben, Holzverbindungen gezapft, vermutlich vor 1800, guter Originalzustand, wichtig für Ortsbild durch Lage. | 09243561 |
| Direkt Bild zu diesem Denkmal hochladen | Häusleranwesen                                                                                                  | Rudolf-Breitscheid-Straße 9 (Karte)     | 2. Hälfte 18. Jahrhundert | Landschaftstypisches Häusleranwesen in gutem Originalzustand. Fachwerk Obergeschoss strebenreich, kräftige Schwelle, Satteldach, Giebel verkleidet, Erdgeschoss massiv, guter Originalzustand, Fassadengliederung, Hausproportion gut erhalten. | 09243689 |
| Direkt Bild zu diesem Denkmal hochladen | Häuslerhaus | Rudolf-Breitscheid-Straße 15 (Karte)    | Ende 18. Jahrhundert      | Landschaftstypisches Häuslerhaus in sehr gutem Originalzustand mit ortsbildprägender Wirkung, Fachwerkbau. Fachwerk auch im Erdgeschoss, traufseitiger Anbau, Giebel verschiefert, Satteldach, sehr guter Originalzustand und bedeutsam für Ortsbild. | 09243686 |
| Direkt Bild zu diesem Denkmal hochladen | Scheune und Seitengebäude eines Vierseithofes                                                                   | Rudolf-Breitscheid-Straße 17 (Karte)    | vor 1800                  | Landschaftstypische Wirtschaftsgebäude eines Bauernhofes in gutem Originalzustand, die Scheune in ortstypischer Konstruktionsweise. - Seitengebäude: Durchfahrt, vor 1800, Krüppelwalmdach, teilweise im Erdgeschoss Fachwerk erhalten, - Scheune: Strebenreiches Fachwerk im Erdgeschoss, V-förmig angeordnet, Drempel um 1920, Holztor, Satteldach. | 09243685 |
| Direkt Bild zu diesem Denkmal hochladen | Seitengebäude und Scheune eines Vierseithofes                                                                   | Rudolf-Breitscheid-Straße 19 (Karte)    | 2. Hälfte 18. Jahrhundert | Landschaftstypische Wirtschaftsgebäude eines Bauernhofes, Fachwerkbauten, das eine Seitengebäude mit in dieser Hauslandschaft nur noch selten anzutreffender Oberlaube. - Scheune: Kräftiges Fachwerk, Drempel, Satteldach, - Seitengebäude: Angebaut, sechsbogige Oberlaube, Brüstung teilweise verbrettert und ausgestakt mit Lehm, strebenreiches Fachwerk, zweite Hälfte 18. Jahrhundert, Satteldach, Erdgeschoss Stall, Oberlaube nur Teil des Gebäudes einnehmend, Durchfahrt, Schiebefenster, im Obergeschoss neben Laube noch Kammer vorkragend, Oberlauben im Gebiet selten. | 09243684 |
| Direkt Bild zu diesem Denkmal hochladen | Wohnstallhaus und Seitengebäude eines Vierseithofes                                                             | Rudolf-Breitscheid-Straße 22 (Karte)    | vor 1800                  | Landschaftstypische Gebäude eines Bauernhofes, Fachwerkbauten, das Seitengebäude mit Resten des ursprünglichen Blockstalles. - Seitengebäude: Straßenseitig, Durchfahrt, Erdgeschoss Reste Blockstall, Fachwerk-Obergeschoss, strebenreich, vor 1800, Satteldach, - Wohnhaus: Gleiche Bauzeit, Krüppelwalmdach, Fachwerk-Obergeschoss teilweise verschiefert, Erdgeschoss massiv, zwei zu große Fenster an Traufseite, als Bauensemble bedeutsam. | 09243688 |
| Direkt Bild zu diesem Denkmal hochladen | Häusleranwesen                                                                                                  | Rudolf-Breitscheid-Straße 33 (Karte)    | um 1800                   | Landschaftstypisches Häuslerhaus in gutem Originalzustand. Fachwerk Obergeschoss, Erdgeschoss massiv, Schuppen integriert, Funktion Scheune mit Satteldach, holzverkleidet, weitere Anbauten mit Pultdächern, wichtiges Beispiel eines Häusleranwesens, kleiner Stall im Erdgeschoss, original ohne Türgewände. | 09243687 |
| Direkt Bild zu diesem Denkmal hochladen | Scheune eines Vierseithofes                                                                                     | Ruppertsgrüner Straße 5 (Karte)         | 19. Jahrhundert           | Landschaftstypische Fachwerk-Scheune eines Bauernhofes in sehr gutem Originalzustand. Fachwerk-Obergeschoss, Drempel nachträglich, sehr schönes Fenster mit Jalousie im Giebel, flachgeneigtes Satteldach, sehr guter Originalzustand, Drempel eventuell 1905. | 09243650 |
| Direkt Bild zu diesem Denkmal hochladen | Scheune und zwei Seitengebäude eines Vierseithofes                                                              | Schillerstraße 2 (Karte)                | um 1720                   | Landschaftstypische Wirtschaftsgebäude eines Bauernhofes mit einem alten Seitengebäude, dessen Fachwerkobergeschoss mit K-Streben verziert, zweites Seitengebäude als spätes Fachwerkgebäude des ausgehenden 19. Jahrhunderts bedeutsam, nur wenige Beispiele dieser Bauperiode nachweisbar. - Erstes Seitengebäude: Feldseitig, Fachwerk Obergeschoss, heute mit Wohnhaus zusammengebaut, Obergeschoss verkleidet, Schiebefenster, Erdgeschoss massiv unterfahren, Stall, Satteldach, K-Streben als Fachwerkelement, ursprünglich vermutlich mit Auszug, um 1720, K-Streben nur noch selten anzutreffen, auch hieraus ergibt sich Denkmalwert mit, - Zweites Seitengebäude: Stall im Erdgeschoss, Bergeraum Obergeschoss, um 1900, massiver Giebel, Heuaufzug, Satteldach, als spätes Fachwerkgebäude des ausgehenden 19. Jahrhunderts bedeutsam, nur wenige Beispiele dieser Bauperiode nachweisbar, - Scheune: 18. Jahrhundert, Fachwerk, Drempel, Satteldach, Holztore, Gehöft auch für Ortsbild bedeutsam. | 09243634 |
| Direkt Bild zu diesem Denkmal hochladen | Wohnstallhaus, zwei Seitengebäude und Scheune eines Vierseithofes                                               | Werdauer Straße 8 (Karte)               | vor 1800                  | Landschaftstypischer, geschlossen erhaltener Fachwerk-Bauernhof. Alle Fachwerk Obergeschoss, Erdgeschoss massiv, Satteldach, teilweise mit Holz verschlagen mit Wetterschrägen, wichtig als Bauensemble, nicht gut gepflegt, konnte nicht besichtigt werden, steiles Satteldach an Scheune. | 09243654 |
|                                         | Zwei Produktionsgebäude (Rundbauten)                                                                            | Werdauer Straße 49 (Karte)              |                           | Im Stil der Moderne, baukonstruktiv bedeutsame Gebäude, als einmaliges Zeugnis einer ungewöhnlichen Entwicklung im DDR-Industriebau um 1970 sowie der Industriegeschichte des Mess- bzw. Steuerungsapparatebaus von überregionaler baugeschichtlicher und industriegeschichtlicher Bedeutung, zudem landschaftsbildprägend. - Doppelrundgebäude: Zwei Produktionsgebäude auf kreisförmiger Grundfläche mit einem Durchmesser von rund 88 Metern, zirka 9 Meter hohe Fassaden in Betonbauweise, mit Profilblechen verkleidet, in zwei Etagen umlaufend Fensterbänder, Flachdächer mit konkaver Eintiefung in der Mitte (Innenring, auch als Kessel bezeichnet), Durchmesser des Dachinnenrings rund 60 Meter, Ringbreite des Dachaußenrings zirka 14 Meter, Konstruktion des konkaven Kessels aus dünnen Betonfertigteilsegmenten, sämtliche Dachflächen mit Dachpappe belegt, mittig Lüftungshäuschen/Entwässerungsstelle, - Innere Aufteilung: Außenring zweigeschossig mit rund 3.000 m² Nutzfläche, darin ursprünglich Werkstätten, Verwaltungs- und Sozialräume, Innenring (Kessel) eingeschossig, ebenfalls mit rund 3.000 m² Nutzfläche, niedrigste Dachhöhe des Innenrings zirka 5 Meter, als Produktionshalle dienend (Vorfertigung im südlichen, Endfertigung im nördlichen Rundbau), umlaufender Transportweg zwischen Innen- und Außenkreis, über der Hallenzwischendecke von der konkaven Dachkonstruktion abgehängte Be- und Entlüftungskanäle, zwischen den Rundbauten eingeschossiger Verbindungsbau, teils mit Schmetterlingsdach, Planung/Erbauung von 1967 bis 1972 unter finanzieller Beteiligung der Bauakademie der DDR, Muster- und Experimentalbau, blieb einmalig auf dem Gebiet der ehemaligen DDR, Denkmalwert bereits zu DDR-Zeiten erkannt, seit spätestens 1988 in der Kreisdenkmalliste erfasst, baukonstruktiv und industriegeschichtlich bedeutendes Ensemble aufgrund der innovativen Einordnung von Produktionsprozessen in runde Hallenbauten, Rundgebäude heute teils als Go-Kart-Bahn, teils als Lager nachgenutzt. Unternehmensgeschichte: VEB Maßindustrie Werdau, eines der bedeutendsten Werdauer Unternehmen, gegründet 1893 als Metallwaren und Maßfabrik Werdau (Zwickauer Straße 1, Werdau), 1935 Vereinigung mit der Werdauer Meßwerkzeugfabrik GmbH (Werdau), der Rollbandmaß- und Metallwarenfabrik Philipp & Kirsten (Reichenbach i. V.) und der Metallwaren- und Maßfabrik Kob & Börner (Leipzig) zur Fa. Maß-Industrie GmbH (mit Verwaltungssitz und Werk in Reichenbach, Werk in Werdau und Filialbetrieb in Eger/Böhmen), 1945 Enteignung, nach 1951 Weiterführung als VEB Maßindustrie (zum Kombinat Haushaltgeräte gehörig), 1972 Umzug von Werdau nach Fraureuth, 1990 Reprivatisierung (Fa. Massindustrie GmbH). Produkte: Herstellung von Präzisionsgeräten/Feinmessgerätetechnik/später auch Elektrotechnik: Maßstäbe, Stahlwinkel, -lineale und -maßstäbe, bis 1961 Mikrometer, bis 1971 Messschieber, Wasserwaagen, Tuschierwerkzeuge, Sonderlehren, ab Ende der 1960er Jahre elektromechanische Impulszähler, später auch Energiekontroll- und Regeleinrichtungen (Messcomputer), seit Beginn der 1980er Jahre elektronische Programmsteuerungen für die Waschautomaten des Waschgerätewerkes Schwarzenberg. | 09243653 |
| Direkt Bild zu diesem Denkmal hochladen | Katholische Kapelle                                                                                             | Werdauer Straße 67 (Karte)              | 1931                      | Baugeschichtlich und ortsgeschichtlich von Bedeutung, schlichter Bau mit bogenförmigem Zollingerdach und Dachreiter. Interessantes Dach (Zollinger-Bauweise). | 09303559 |

## Beiersdorf
| Bild                                    | Bezeichnung                                                                                                | Lage                              | Datierung                       | Beschreibung | ID       |
| --------------------------------------- | --- | --------------------------------- | ------------------------------- | --- | -------- |
| Direkt Bild zu diesem Denkmal hochladen | Wohnstallhaus eines ehemaligen Vierseithofes                                                               | Dorfstraße 22 (Karte)             | um 1800                         | Baugeschichtlich von Bedeutung, Fachwerkbau, Wirkung im Straßenraum wichtig. Obergeschoss Fachwerk, Satteldach mit liegendem Stuhl, zu große Fenster, dadurch Fachwerk teilweise geschädigt, Erdgeschoss massiv, auch zu große Fenster, Wirkung im Straßenraum wichtig. | 09242748 |
| Direkt Bild zu diesem Denkmal hochladen | Wohnstallhaus (Umgebindehaus) eines ehemaligen Bauernhofes                                                 | Dorfstraße 26 (Karte)             | vor 1800                        | Baugeschichtlich von Bedeutung, seltenes Umgebindehaus. Erdgeschoss Lehmstock, Umgebinde mit Blockstube, Holzeinschubdecke, Stalltür mit Holztürstock, Fachwerk Obergeschoss, gezapfte Holzverbindungen, Satteldach, gezapfte Kopfbänder an Umgebindekonstruktion, Straßenneubau, dadurch andere Gebäude abgerissen, Wohnhaus schlechter Bauzustand, Bauernhof ehemals als Fünfseithof. | 09242749 |
| Direkt Bild zu diesem Denkmal hochladen | Häuslerhaus                                                                                                | Dorfstraße 26b (Karte)            | um 1800                         | Baugeschichtlich und sozialgeschichtlich von Bedeutung, Fachwerkbau. Erdgeschoss massiv, Obergeschoss Fachwerk. | 09242750 |
| Direkt Bild zu diesem Denkmal hochladen | Häuslerhaus mit Wirtschaftsgebäude                                                                         | Dorfstraße 34 (Karte)             | um 1800                         | Baugeschichtlich, sozialgeschichtlich und wirtschaftsgeschichtlich von Bedeutung, Fachwerkbauten. - Wohnhaus: Fachwerk Obergeschoss verkleidet, Erdgeschoss massiv, Satteldach, Fenstergewände im Erdgeschoss, alte Haustür, kleine Fensterläden, - Scheune/Wirtschaftsgebäude: Erdgeschoss massiv, Fachwerk Obergeschoss. | 09242751 |
| Direkt Bild zu diesem Denkmal hochladen | Häuslerhaus                                                                                                | Dorfstraße 39 (Karte)             | um 1800                         | Baugeschichtlich und sozialgeschichtlich von Bedeutung, mit Fachwerk-Obergeschoss. Frackdach, Erdgeschoss und ein Giebel massiv, Obergeschoss Fachwerk. | 09242752 |
| Direkt Bild zu diesem Denkmal hochladen | Denkmal für die Gefallenen des Ersten Weltkrieges                                                          | Dorfstraße 39 (gegenüber) (Karte) | nach 1918 (Kriegerdenkmal)      | Ortsgeschichtlich von Bedeutung. | 09242746 |
| Direkt Bild zu diesem Denkmal hochladen | Wohnstallhaus, Scheune und zwei Seitengebäude eines Vierseithofes und Feldscheune auf dem Grundstück       | Dorfstraße 50 (Karte)             | 18. Jahrhundert                 | Baugeschichtlich, sozialgeschichtlich und wirtschaftsgeschichtlich von Bedeutung, Fachwerkbauten. Alle Erdgeschosse massiv, Fachwerk Obergeschoss, - Erstes Seitengebäude: Fachwerk Obergeschoss verputzt, - Wohnhaus: Riemchen um Fenster im Erdgeschoss und an Sockel, entstellende Modernisierungen. | 09242753 |
| Direkt Bild zu diesem Denkmal hochladen | Wohnhaus, Scheune und Seitengebäude eines Bauernhofes                                                      | Dorfstraße 60 (Karte)             | um 1800                         | Baugeschichtlich und wirtschaftsgeschichtlich von Bedeutung, zum Teil Fachwerkbauten. - Wohnhaus: Teilweise massiv verlängert, teilweise verbrettert, Erdgeschoss massiv, Fenstergewände erhalten, um 1810, Satteldach, - Scheune: Teilweise massiv verlängert, - Seitengebäude: Teilweise massiv und verlängert. | 09242754 |
| Direkt Bild zu diesem Denkmal hochladen | Wohnstallhaus, Stallgebäude, Scheune und Seitengebäude eines Vierseithofes                                 | Dorfstraße 64 (Karte)             | um 1800                         | Baugeschichtlich, sozialgeschichtlich und wirtschaftsgeschichtlich von Bedeutung, Fachwerkbauten. - Wohnhaus: Hofseite Garageneinbauten, Erdgeschoss massiv und verändert, Fachwerk Obergeschoss verkleidet, Krüppelwalmdach, im Erdgeschoss zu große Fenster, - Stall: Erdgeschoss massiv, Obergeschoss Fachwerk, - Scheune: Erdgeschoss massiv, Obergeschoss Fachwerk verbrettert, - Seitengebäude: Erdgeschoss massiv, Fachwerk Obergeschoss. | 09242758 |
| Direkt Bild zu diesem Denkmal hochladen | Wohnstallhaus eines Vierseithofes                                                                          | Dorfstraße 80 (Karte)             | um 1800                         | Baugeschichtlich von Bedeutung, mit verschiefertem Fachwerk-Obergeschoss. Erdgeschoss massiv, Obergeschoss Fachwerk verschiefert, ehemalige Weberstube im Erdgeschoss, Haustür verändert, Satteldach. | 09242755 |
| Direkt Bild zu diesem Denkmal hochladen | Wohnstallhaus eines ehemaligen Vierseithofes                                                               | Dorfstraße 83 (Karte)             | um 1800                         | Baugeschichtlich von Bedeutung, Fachwerkbau. Fachwerk Obergeschoss, Erdgeschoss massiv, teilweise mit originalen Fenstergewänden, Giebel verschiefert, Krüppelwalmdach. | 09242756 |
| Direkt Bild zu diesem Denkmal hochladen | Wohnstallhaus (Umgebindehaus), Seitengebäude (mit Oberlaube), Scheune und Stallgebäude eines Vierseithofes | Dorfstraße 92; 92a (Karte)        | bezeichnet 1767                 | Baugeschichtlich, sozialgeschichtlich und wirtschaftsgeschichtlich von Bedeutung, Wohnhaus mit für die Region typischem Umgebinde, ein Seitengebäude mit seltener Oberlaube, Fachwerkbauten, wichtig für Ortsbild. - Wohnhaus: Umgebinde, Ständer erhalten, Holzeinschubdecke – Fischgrätenlage der Einschubbretter, Blockstube teilweise erhalten, Schiffchenkehlen an Unterzug Decke, Giebel verschiefert, Backofenanbau, - Seitengebäude: Dreijochige Oberlaube, Krüppelwalmdach, Auszüglerwohnung, verbrettertes Giebeldreieck, Wetterschrägen, - Scheune: 1804 massiv verlängert, Hof in gutem Zustand, wichtig für Ortsbild. | 09242757 |
| Weitere Bilder                          | Kirche (mit Ausstattung) sowie Einfriedungsmauer des Kirchhofes                                            | Kirchberg - (Karte)               | bezeichnet 1519, 1875 überformt | Baugeschichtlich, ortsgeschichtlich und städtebaulich bedeutsam, neogotische Saalkirche mit älterem Kern, der Chor spätgotisch mit schönem Rippengewölbe. - Kirche: 1669 und 1875 tiefgreifend erneuert, einschiffig, flachgedeckt, eingezogener dreiseitig geschlossener Chor mit Sternrippengewölbe, Strebepfeiler und Maßwerkfenster Anfang 16. Jahrhundert, schöne Ausstattung (unter anderem Sakramentshäuschen, Kreuzigungsgemälde), - Sakramentshäuschen: Sandstein, reicher Fialen- u. Wimpergschmuck, Kreuzigungsgemälde in Turmhalle.                                                                                    | 09242759 |
| Direkt Bild zu diesem Denkmal hochladen | Wohnhaus, ehemaliges Kirchnerhaus                                                                          | Kirchberg 1 (Karte)               | um 1800                         | Sozialgeschichtlich von Bedeutung. Fachwerk Obergeschoss, Erdgeschoss massiv, eventuell Stall, rückseitiger Anbau, auf Friedhof liegend. | 09242760 |
| Direkt Bild zu diesem Denkmal hochladen | Wohnhaus und Scheune des ehemaligen Pfarrhofes                                                             | Kirchberg 3 (Karte)               | vor 1800                        | Baugeschichtlich und ortsgeschichtlich von Bedeutung, Pfarrhaus ein Fachwerkbau mit schönem Türgewände. Ehemaliger Pfarrhof, Wohnhaus: Krüppelwalmdach, Fachwerk Obergeschoss verschiefert, Erdgeschoss massiv, im Fensterbereich verändert, Türgewände erhalten. | 09242761 |
| Direkt Bild zu diesem Denkmal hochladen | Ehemaliges Wohnstallhaus eines Vierseithofes                                                               | Kirchberg 4 (Karte)               | 1690 Dendro                     | Baugeschichtlich von hervorragender Bedeutung, altertümliche Fachwerkkonstruktion mit geschweiften Andreaskreuzen und geblatteten Kopfstreben. Fachwerk Obergeschoss mit Andreaskreuzen-Feuerböcken, Schiffchenkehlen an Schwelle, Blockteil des Stalles mit zweigeteilter Tür erhalten und originaler Holztürstock, geblattete Kopfbänder, Satteldach. | 09242762 |

## Gospersgrün
| Bild                                    | Bezeichnung | Lage                              | Datierung                 | Beschreibung | ID       |
| --------------------------------------- | --- | --------------------------------- | ------------------------- | --- | -------- |
| Direkt Bild zu diesem Denkmal hochladen | Brücke über den Dorfbach als Zufahrt zu einem ehemaligen Mühlgut                                               | Ernst-Ahnert-Straße (Karte)       | 19. Jahrhundert           | Von bau- und verkehrshistorischer Bedeutung, Steinbogenbrücke. Einjochige Bruchsteinbrücke überspannt Dorfbach (Neumarker Bach) im Segmentbogen, Fahrbahn leicht gewölbt, über dem Schlussstein Granitpfeiler mit durchgestecktem Eisengeländer (in Resten erhalten), war ursprünglich Zufahrt zu heute zerstörter Mahl- und Schneidemühle, ehemalige Obere Mühle oder Dietel-Mühle (abgebrochen, Gem. Gospersgrün, Flskt. 162), eventuell auch Verkehrsverbindung zu einem ehemaligen Erzstollen, nach mündlicher Überlieferung verlief hier auch eine historische Straße (Salzstraße), die Brücke dürfte allerdings nur im Zusammenhang mit der Mühle und eventuell dem Erzstollen entstanden sein.                                                         | 09248048 |
| Direkt Bild zu diesem Denkmal hochladen | Wohnhaus und Scheune eines Zweiseithofes                                                                       | Ernst-Ahnert-Straße 1 (Karte)     | bezeichnet 1806           | Baugeschichtlich und wirtschaftsgeschichtlich von Bedeutung, Fachwerkbauten. Wohnhaus: Fachwerk Obergeschoss, an Ecken Streben, einfaches Fachwerk, guter Originalzustand, Erdgeschoss massiv, Satteldach, ursprünglich Wohnstallhaus, Giebel verbrettert mit Wetterschrägen, Gehöft gehört zu Flur Raumfeld, an anderem Giebel massive Anbauten, nicht beeinträchtigend. | 09243605 |
| Direkt Bild zu diesem Denkmal hochladen | Wohnstallhaus eines ehemaligen Zweiseithofes                                                                   | Ernst-Ahnert-Straße 1a (Karte)    | 1805 laut Auskunft        | Obergeschoss Fachwerk verbrettert, typisches Bauwerk eines Hofensembles, mit reicher Originalsubstanz, seltenes Zeugnis ländlicher Bau- und Lebensweise, baugeschichtlich von Bedeutung. Flur Raumfeld, 1805 laut mündlicher Information, mit Wetterschrägen, zweigeschossig, Satteldach (Ziegel), Erdgeschoss massives Lehmmauerwerk mit Fenstergewänden aus Erbauungszeit, scharierter Sandstein, Obergeschoss verbrettert (Fachwerk Lehmgefache) Stallbereich modernisiert, an einer Giebelseite Ziegelanbau, rückbaubar, guter Originalzustand, schlechter Erhaltungszustand, eventuell unbewohnt. | 09243606 |
| Direkt Bild zu diesem Denkmal hochladen | Wohnstallhaus eines Vierseithofes                                                                              | Ernst-Ahnert-Straße 7; 7a (Karte) | um 1700                   | Baugeschichtlich von Bedeutung, Fachwerkbau mit altertümlicher Konstruktion, vermutlich ältestes Haus des Dorfes. Fachwerk Obergeschoss, leicht vorkragende Schwelle, abgefast, Fußstreben, gezapft und geblattet, Kopfbänder am mittleren Ständer, geblattet, Satteldach, Erdgeschoss massiv unterfahren um 1800, sehr guter Originalzustand, Straßenseite verschlagen, Haus ursprünglich länger, auf historischen Teil reduziert, vermutlich ältestes Haus des Dorfes, zwei Riegelreihen. | 09243604 |
| Direkt Bild zu diesem Denkmal hochladen | Wohnstallhaus und Scheune eines Vierseithofes                                                                  | Ernst-Ahnert-Straße 17a (Karte)   | nach 1800                 | Baugeschichtlich und wirtschaftsgeschichtlich von Bedeutung, Fachwerkbauten, Wohnhaus guter Originalzustand. - Wohnhaus: Fachwerk-Obergeschoss, am Giebel verkleidet, Traufseite verbrettert, Erdgeschoss massiv, Satteldach, guter Originalzustand, - Scheune: Fachwerk, Drempel, verbrettert, Satteldach. Vorübergehend fälschlicherweise unter der Anschrift Ernst-Ahnert-Straße 40 geführt. | 09243600 |
| Direkt Bild zu diesem Denkmal hochladen | Wohnstallhaus, zwei Seitengebäude und Scheune eines Vierseithofes                                              | Ernst-Ahnert-Straße 18 (Karte)    | 2. Hälfte 18. Jahrhundert | Baugeschichtlich, sozialgeschichtlich und wirtschaftsgeschichtlich von Bedeutung, geschlossen erhaltenes Hofensemble in Fachwerkbauweise, Wohnhaus mit strebenreichem Fachwerk, Bedeutung für Ortsbild. - Wohnhaus: Fachwerk Obergeschoss strebenreich, niedrig, Erdgeschoss massiv, vermutl. zweite Hälfte 18. Jahrhundert, Satteldach, Giebeldreieck verbrettert mit Wetterschräge, schöne Ansicht von Straße, daraus folgt Bedeutung für Ortsbild, - Seitengebäude: Fachwerk Obergeschoss, Tür im Obergeschoss, Giebel verbrettert, Erdgeschoss massiv, um 1800, Scheune: Fachwerk mit Ziegeln ausgesetzt, leicht geschädigt, Satteldach, - Zweites Seitengebäude: Mit Remise, Fachwerk teilweise auch im Erdgeschoss erhalten.                            | 09243603 |
| Direkt Bild zu diesem Denkmal hochladen | Wohnstallhaus eines Vierseithofes                                                                              | Ernst-Ahnert-Straße 19 (Karte)    | nach 1800                 | Baugeschichtlich von Bedeutung, Fachwerkbau. Fachwerk Obergeschoss, giebelseitig verkleidet, Satteldach, Erdgeschoss massiv, guter Originalbestand. | 09243599 |
| Direkt Bild zu diesem Denkmal hochladen | Wohnstallhaus, Seitengebäude und Scheune eines Vierseithofes                                                   | Ernst-Ahnert-Straße 28 (Karte)    | um 1800                   | Baugeschichtlich und wirtschaftsgeschichtlich von Bedeutung, Fachwerkbauten, wichtig für Ortsbild durch dominante Lage. - Wohnhaus: Fachwerk Obergeschoss, Erdgeschoss massiv, Fachwerk mit Eckstreben, Satteldach, guter Originalzustand, um 1800, - Seitengebäude: Fachwerk Obergeschoss, regelmäßiges Fachwerk, Erdgeschoss massiv, um 1800, Satteldach, - Scheune: Fachwerk verbrettert, Satteldach, wichtig für Ortsbild durch dominante Lage. | 09243602 |
|                                         | Wassermühle, mit Wohnhaus und angebautem Mahlgebäude (mit erhaltener technischer Ausstattung) sowie Mühlgraben | Ernst-Ahnert-Straße 35 (Karte)    | 1679 erwähnt              | Baugeschichtlich, ortsgeschichtlich und technikgeschichtlich von Bedeutung, Fachwerkbau, bemerkenswerte Mühlentechnik. Beide Gebäude zusammengebaut, Fachwerk Obergeschoss verkleidet, Satteldach, Erdgeschoss massiv, Mühlenanbau mit komplett erhaltener technischer Ausstattung, an Wohnhausteil angebaut, ursprünglich mit oberschlächtigem Wasserrad, Wassermühle, als Schrotmühle 1679 bis 1970 in Betrieb. | 09243598 |
| Direkt Bild zu diesem Denkmal hochladen | Wohnstallhaus eines Bauernhofes                                                                                | Ernst-Ahnert-Straße 36 (Karte)    | um 1800                   | Baugeschichtlich von Bedeutung, straßenseitiger Giebel sehr schönes Fachwerk in gutem Originalzustand. Traufseitiger Anbau, Fachwerk Obergeschoss, Erdgeschoss massiv, auf Hofseite und straßenseitiger Giebel sehr schönes Fachwerk in gutem Originalzustand, kräftige Fachwerkkonstruktion, Eckstreben, liegender Dachstuhl, Satteldach, Erdgeschoss massiv, schöne Proportionen. | 09243601 |
| Direkt Bild zu diesem Denkmal hochladen | Mühle mit Wohnhaus, Mahlgebäude und Silo (mit Teilen der technischen Ausstattung)                              | Ernst-Ahnert-Straße 59 (Karte)    | vor 1800                  | Baugeschichtlich und technikgeschichtlich von Bedeutung, Fachwerkbauten, Wohnhaus im Obergeschoss Balken mit Inschrift und im Erdgeschoss schönes Stichbogenportal. Bis 1970 in Betrieb, - Wohnhaus: Im Obergeschoss Balken mit Inschrift, liegender Dachstuhl, gezapfte Holzverbindungen, barocke Kreuzstockfenster am Wohnhausobergeschoss, altdeutscher Backofen, Fachwerk Obergeschoss verbrettert, Krüppelwalmdach mit halbem Schopf, Erdgeschoss massiv Bruchstein, schönes Stichbogenportal, Tür mit Oberlicht, verändert, - Silo/Speicher Fachwerk Obergeschoss, Erdgeschoss massiv, Giebeldreieck verbrettert, Krüppelwalmdach, mit teilweise erhaltenem Mühlgraben, Maschinenausstattung fast vollständig erhalten, ursprünglich auch mit Bäckerei. | 09243596 |
| Direkt Bild zu diesem Denkmal hochladen | Scheune eines Dreiseithofes                                                                                    | Ernst-Ahnert-Straße 64 (Karte)    | 19. Jahrhundert           | Baugeschichtlich und wirtschaftsgeschichtlich von Bedeutung, Fachwerkbau. Fachwerk komplett, Satteldach. | 09243597 |
| Direkt Bild zu diesem Denkmal hochladen | Zwei Seitengebäude und Scheune eines Vierseithofes                                                             | Ernst-Ahnert-Straße 68 (Karte)    | um 1800                   | Baugeschichtlich und wirtschaftsgeschichtlich von Bedeutung, Fachwerkbauten, dominante Lage des Hofes, dadurch wichtig für Ortsbild. - Erstes Seitengebäude: Fachwerk Obergeschoss teilweise verbrettert, Erdgeschoss massiv, Bruchstein, Kreuzgewölbe im Stall, im Obergeschoss Bergeraum, schöne Natursteinmauer im Erdgeschoss, die ursprünglich verputzt war, um 1800, - Scheune: Fachwerk und Fachwerk Drempel, Satteldach, um 1800, - Zweites Seitengebäude: Torhaus, Heuaufzug, Satteldach, Erdgeschoss massiv, gleiche Bauzeit, sehr guter Originalzustand, in Scheune Durchfahrt und Garageneinbauten, dominante Lage des Hofes, dadurch wichtig für Ortsbild.                                                                                       | 09243595 |
| Direkt Bild zu diesem Denkmal hochladen | Wohnhaus | Kastanienstraße 3 (Karte)         | 1947                      | Putzfassade im Heimatstil, baugeschichtlich von Bedeutung, im alten Ortsteil Römersgrün gelegen. Unregelmäßiger Grundriss, U-Form, Garage, Satteldach, Fensterläden, sehr guter Originalzustand, ursprünglich zu Römersgrün gehörend. | 09243607 |
| Direkt Bild zu diesem Denkmal hochladen | Wohnstallhaus, Seitengebäude und Scheune eines Dreiseithofes                                                   | Wiesenweg 15 (Karte)              | um 1800                   | Baugeschichtlich und wirtschaftsgeschichtlich von Bedeutung, überwiegend Fachwerkbauten, sehr guter Originalzustand. keine beeinträchtigenden Veränderungen. - Wohnstallhaus: Fachwerk-Obergeschoss, Eckstreben, teilw. verschiefert, Erdgeschoss massiv, Satteldach, - Scheune: Fachwerk, gleiche Bauzeit, vermutlich traufseitig erweitert, - Noch Wohnhaus: In Küche Reste Blockstube, Holzeinschubdecke mit flachen Unterzügen, abgefaste Einschubbretter, fischgrätenartig verlegt, Backhausanbau, Backofen nicht mehr vorhanden. | 09243608 |

## Ruppertsgrün
| Bild                                    | Bezeichnung | Lage                               | Datierung                                   | Beschreibung | ID       |
| --------------------------------------- | --- | ---------------------------------- | ------------------------------------------- | --- | -------- |
|                                         | Villa mit Garten | Ferdinand-Puchert-Straße 3 (Karte) | 1899                                        | Baugeschichtlich von Bedeutung, gründerzeitlicher Klinkerbau mit Volutengiebel, reiche Architekturgliederung. Fabrikantenvilla, Klinkerbau, zweigeschossig, Mittelrisalit, Volutengiebel, bekrönt, Eckerker mit Pyramidendach, originale Fenster, oranger Klinker, Sandsteinelemente, Nischen, Sockel Polygonmauerwerk, originale Gitter, Fenster, Innenausstattung erhalten, unter anderem Stuckdecken, Türen, Außen Wintergarten, zeittypische Ornamentik, reiche Architekturgliederung, Bossenquaderung, Freitreppen zum Garten, Gartengestaltung in Resten vorhanden, am Haus rückwärtiger Schornsteinanbau, schöne Haustür, betont. | 09243681 |
| Direkt Bild zu diesem Denkmal hochladen | Villa | Gartenstraße 2 (Karte)             | um 1905                                     | Baugeschichtlich von Bedeutung, Gründerzeitgebäude. Ehemalige Fabrikantenvilla, Putzfassade, Turm, Helm, Erker, farbige Betonelemente, neuer Putz mit entstellender Verzierung, Erker verkleidet, Fenster erneuert, Grundsubstanz erhalten. | 09243680 |
| Direkt Bild zu diesem Denkmal hochladen | Wohnstallhaus, ursprünglich zum ehemaligen Rittergut gehörend | Parkstraße 1 (Karte)               | 2. Hälfte 18. Jahrhundert                   | Stattliches Fachwerkgebäude, baugeschichtlich und ortsgeschichtlich von Bedeutung. Fachwerk Obergeschoss, Erdgeschoss massiv, vernachlässigter Bauzustand, Krüppelwalmdach, neben diesem Gebäude stand ehemaliges Herrenhaus, nach 1945 zerstört, ehemaliges Wirtschaftsgebäude des Rittergutes teilweise zerstört oder stark umgebaut. | 09243622 |
| Weitere Bilder                          | Kirche (mit Ausstattung), Kirchhof mit Feierhalle, Grufthaus der Familie Schönfels, Familiengrabstätte Puchert, „Müllergrab“, Grabstätte für zwei unbekannte KZ-Häftlinge und Kirchhofsmauer | St.-Annen-Straße (Karte)           | 1513                                        | Kirche spätgotischer Saalbau mit Ansätze der Renaissance, frühes Beispiel der Anwendung von Renaissance-Elementen im Bereich ländlicher Architektur, baugeschichtlich, ortsgeschichtlich und ortsbildprägend von Bedeutung. Ansätze der Renaissance, frühestes Beispiel im Kreis der ländlichen Architektur, einheitlich gewölbter kleiner Bau mit dreiseitigem Ostabschluss, umlaufende steinerne Empore, getragen von Säulen, die Basen und Kapitelle in rohen zum Teil figürlichen Renaissanceformen, anstelle mittlerer Stützenpaare achteckige Pfeiler, die kunstvoll figurierte Sterngewölbe tragen, Maßwerkfenster an Südseite, Westportal mit Stabwerkrahmung, außen Strebepfeiler. Sakristei und Treppen von 1888, runde Kanzel, Sandstein, an Brüstungsfeldern derbe Reliefs, Sandsteintaufe in derber Kelchform, beides aus Erbauungszeit, Auf dem Kirchhof: Grabanlage Puchert: in Werkstein, repräsentative Gestaltung mit Treppenanlage, Müllergrab: klassizistischer Säulenschaft, gedrungen mit Urne. | 09243616 |
| Direkt Bild zu diesem Denkmal hochladen | Häuslerhaus | St.-Annen-Straße 2 (Karte)         | um 1750                                     | Fachwerkbau, bedeutsam für Ortsbild durch Nähe zu Kirche und Ensemblewirkung mit benachbartem Gebäude, baugeschichtlich und sozialgeschichtlich von Bedeutung. Fachwerk Obergeschoss, vermutlich ursprünglich Umgebindehaus, Schwelle Obergeschoss leicht abgefast und leicht vorkragend, Fachwerk Obergeschoss unregelmäßig, vermutlich verändert, Erdgeschoss massiv, verändert, Frackdach durch traufseitigen massiven Anbau, Satteldach, bedeutsam für Ortsbild durch Nähe zu Kirche und Ensemblewirkung mit benachbartem Gebäude. | 09243620 |
| Direkt Bild zu diesem Denkmal hochladen | Scheune und zwei Seitengebäude eines Vierseithofes | St.-Annen-Straße 4 (Karte)         | um 1800                                     | Fachwerkbauten, alle Bauten in sehr gutem Originalzustand, durch Lage in Nähe der Kirche bedeutsam für Ortsbild, baugeschichtlich und wirtschaftsgeschichtlich von Bedeutung. Alle sehr guter Originalzustand, durch Lage in Nähe der Kirche und dominante Lage bedeutsam für Ortsbild, - Erstes Seitengebäude: Fachwerk Obergeschoss mit Tür, Erdgeschoss massiv, Nischen, geteilte Stalltüren, Satteldach, um 1800, - Scheune: Massiver Kellereingang, Fachwerk, Satteldach, - Zweites Seitengebäude: Schiebefenster, vermutlich ursprünglich Ausgedinge, Erdgeschoss massiv, Fachwerk Obergeschoss strebenreich, Satteldach, vor 1800. | 09243618 |
| Direkt Bild zu diesem Denkmal hochladen | Kantorat | St.-Annen-Straße 5 (Karte)         | bezeichnet 1793                             | Mit Fachwerk-Obergeschoss und Korbbogenportal, wichtig für Ortsbild besonders durch Nähe zur Kirche, baugeschichtlich und ortsgeschichtlich von Bedeutung. Fachwerk Obergeschoss Eckstreben, gezapft, Erdgeschoss massiv, Fenstergewände mit einer Hohlkehle, Stichbogenportal mit Schlussstein, datiert, Sandstein, zweiflüglige Haustür mit Knäufen, Vierfüllungstür mit Oberlicht, Giebel verkleidet, Krüppelwalmdach, wichtig für Ortsbild besonders durch Nähe zur Kirche. | 09243615 |
| Direkt Bild zu diesem Denkmal hochladen | Seitengebäude eines Vierseithofes | St.-Annen-Straße 6 (Karte)         | vor 1800                                    | Bau mit Tordurchfahrt und strebenreichem Fachwerk, baugeschichtlich von Bedeutung. Im Erdgeschoss Stall, Durchfahrt, Giebel Fachwerk, V-förmige Streben, gezapft, Fachwerk-Obergeschoss strebenreich, vor 1800, Satteldach. | 09243619 |
| Direkt Bild zu diesem Denkmal hochladen | Kriegerdenkmal für die Gefallenen des Ersten Weltkrieges und Obelisk für die Gefallenen des Deutsch-Französischen Krieges 1870/71                                                            | Talstraße (Karte)                  | nach 1918 (Kriegerdenkmal Erster Weltkrieg) | Ortsgeschichtlich von Bedeutung. | 09243621 |
| Direkt Bild zu diesem Denkmal hochladen | Wohnstallhaus, zwei Seitengebäude und Scheune eines Vierseithofes | Talstraße 27 (Karte)               | 1. Hälfte 18. Jahrhundert                   | Geschlossener Hof, als Bauensemble wichtig, Gebäude überwiegend mit Fachwerkkonstruktion, Wohnstallhaus hofseitig mit Schiffchenkehle an Schwelle, baugeschichtlich und wirtschaftsgeschichtlich von Bedeutung. - Bauernhaus: Fachwerk-Obergeschoss, an Hofseite kräftige Ständer und Streben, schmale Gefache, Schiffchenkehle an Schwelle, Heuaufzug, im Erdgeschoss massiv und verändert, - Erstes Seitengebäude: Massiv, um 1900, - Zweites Seitengebäude: Erdgeschoss massiv, Fachwerk Obergeschoss, Satteldach, - Scheune: Fachwerk verschiefert oder freiliegend, teilweise auch massiv, Satteldach, geschlossener Hof, Gebäude leicht verändert, einfache Fachwerkkonstruktionen, als Bauensemble wichtig. | 09243623 |
| Direkt Bild zu diesem Denkmal hochladen | Wohnstallhaus, Seitengebäude und Scheune eines Vierseithofes | Talstraße 35 (Karte)               | um 1800                                     | Fachwerkbauten, baugeschichtlich und wirtschaftsgeschichtlich von Bedeutung. - Seitengebäude: Stall, Durchfahrt, Satteldach, - Scheune: Satteldach, vermutlich guter Originalzustand, teilweise verschlagen, - Noch Seitengebäude: Erdgeschoss massiv, Fachwerk Obergeschoss, ein Giebel verbrettert mit Wetterschräge, - Wohnstallhaus: Frackdach durch traufseitige Erweiterung, Fachwerk Obergeschoss verschiefert, Erdgeschoss massiv, vermutlich auch guter Originalzustand, Hof konnte nicht besichtigt werden. | 09243614 |
| Direkt Bild zu diesem Denkmal hochladen | Seitengebäude eines Vierseithofes | Talstraße 41 (Karte)               | bezeichnet 1822                             | Baugeschichtlich von Bedeutung, mit Fachwerk-Obergeschoss, guter Originalbestand. Durchfahrt, Satteldach, Fachwerk Obergeschoss, Erdgeschoss massiv, teilweise dort auch Fachwerk erhalten, guter Originalbestand. | 09243613 |
| Direkt Bild zu diesem Denkmal hochladen | Seitengebäude eines Vierseithofes | Talstraße 48 (Karte)               | um 1750                                     | Baugeschichtlich von Bedeutung, Fachwerkbau mit zehnjochiger Oberlaube, Seltenheitswert. Zehnjochige Oberlaube, Brüstungsfelder verbrettert, Streben des Fachwerk gezapft, an Oberlaube gezapfte Knaggen, Erdgeschoss massiv unterfahren mit Durchfahrt, sehr guter Originalzustand, starke Schäden im Dachbereich, Schiebetor und Schiebefenster, Erdgeschoss entstellend verändert, aber nicht wesentlich für Gesamteindruck. | 09243611 |
| Direkt Bild zu diesem Denkmal hochladen | Häuslerhaus | Talstraße 49 (Karte)               | 2. Hälfte 18. Jahrhundert                   | Baugeschichtlich und sozialgeschichtlich von Bedeutung, Fachwerkbau, strebenreiches Fachwerk. Fachwerk Obergeschoss strebenreich, Erdgeschoss massiv um 1800, sehr guter Originalbestand, bedeutsam für Ortsbild durch Wirkung in Straßenraum, Frackdach durch traufseitige Erweiterung an einem Teil des Hauses. | 09243612 |